# Église Notre-Dame-de-Vladimir de Bykovo
L'église Notre-Dame-de-Vladimir (Храм Владимирской иконы Божией Матери) est une église paroissiale orthodoxe du village de Bykovo dépendant du district urbain de Ramenskoïe dans l'oblast de Moscou. Cette église néogothique est un monument protégé du patrimoine. Elle appartient à l'éparchie de Kolomna de l'Église orthodoxe russe.

## Histoire
L'église est construite en 1783-1788 en style néogothique russe sur le territoire du manoir de Bykovo appartenant à l'époque au général Mikhaïl Izmaïlov. Selon ses caractéristiques stylistiques, le projet est attribué à Vassili Bajenov et modifié en cours de construction par Matveï Kazakov. L'église est sur deux niveaux. L'extérieur de l'église est recouvert de pierre blanche.
Le clocher séparé a été construit dans les années 1830 à côté de l'église dans le même style.
L'église est fermée par les autorités communistes dans les années 1930; on y installe un atelier de couture, puis un dépôt.
Elle retourne en 1989 à l'Église orthodoxe russe. L'église supérieure est consacrée en l'honneur de l'icône de Notre-Dame de Vladimir et l'église inférieure à la Nativité du Christ.

## Composition et style

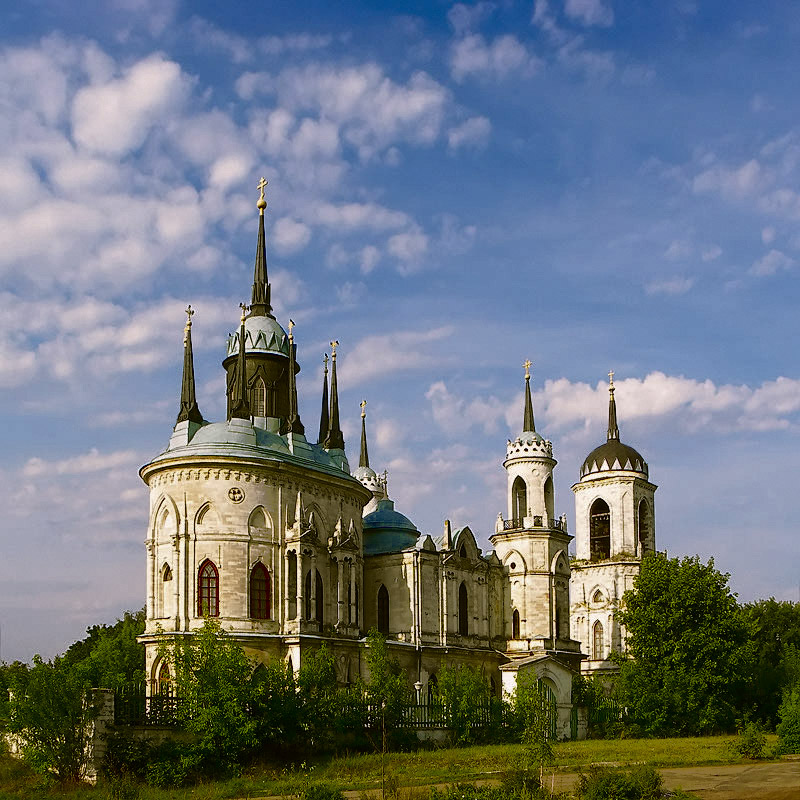
Chevet de l'église.

L'édifice reflète les nouvelles tendances romantiques de la période de transition de l'architecture russe, qui ne se limitent pas simplement aux définitions du « gothique russe ». De plan ovale, avec deux tours symétriques avec flèches et lancettes, il conserve un lien avec l'architecture russe ancienne et avec les traditions classiques. À ce propos, l'historien de l'art I.E. Poutiatine écrit: « Avec une perception simultanée de la façade et de l'intérieur de la partie centrale de l'église de Bykovo, il devient clair qu'ici est reproduit le plus soigneusement, du point de vue de la théorie classique, le système de dômes croisés de l'église russe antique à quatre piliers. C'est ce qui a poussé l'auteur à élever le dôme parabolique sur un tambour haut et à donner à ce dernier le diamètre le plus petit possible, ce qui est aussi une différence notable entre cette église et l'église baroque et classique tant occidentale que russe. En ce qui concerne le concept stylistique général de l'église de Bykovo, on peut constater que l'intérieur dans le meilleur «goût grec» est enfermé dans une coquille délibérément «gothique» de l'architecture nationale russe, organisée conformément aux dernières réalisations de la pensée théorique de l'époque des Lumières, avec une orientation vers les premiers exemples chrétiens, puis de l'architecture byzantine ». L'étrange combinaison de formes russes anciennes, baroques et gothiques rappelle l'œuvre de l'architecte bohémien Jan Santini.

## Galerie

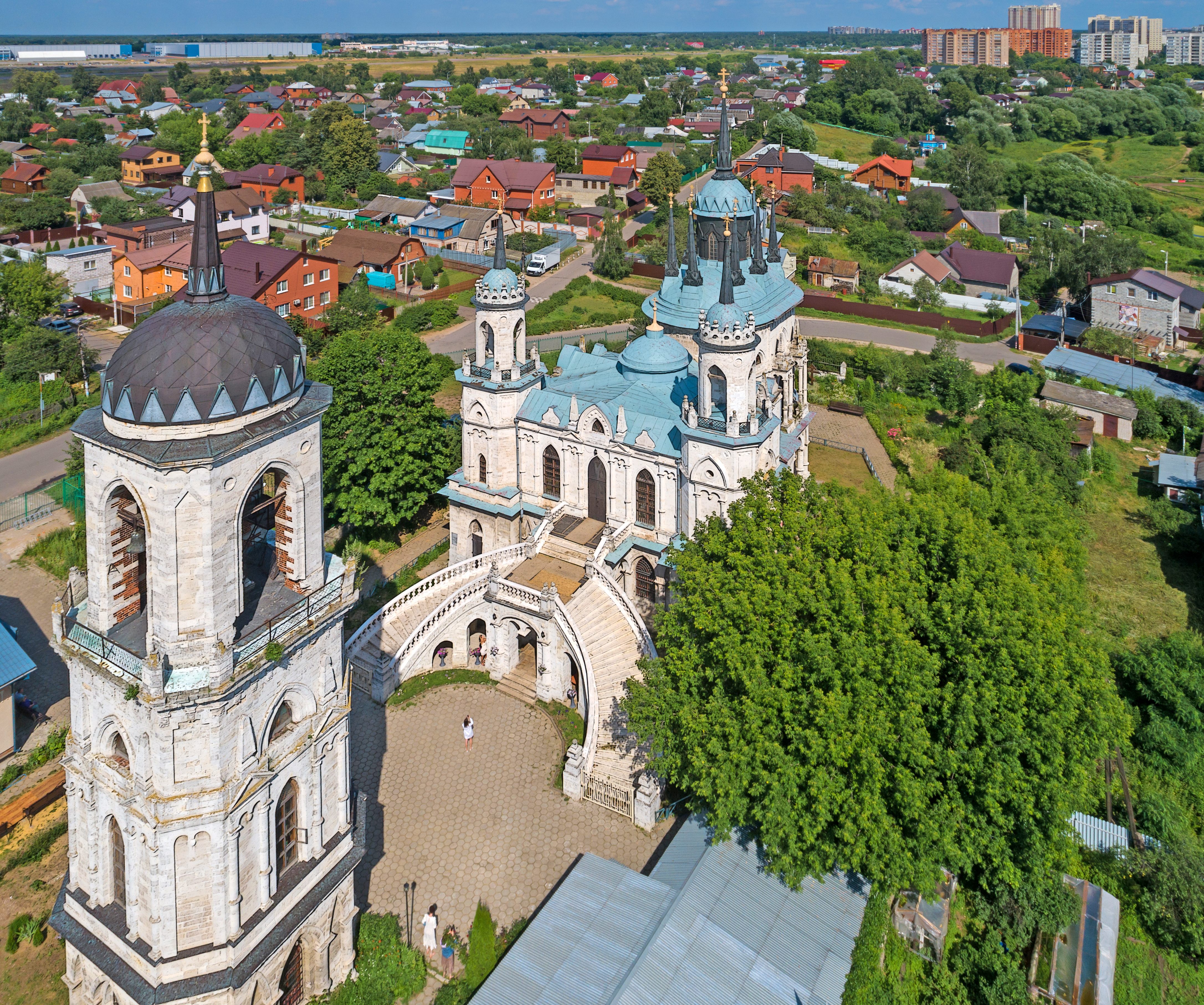
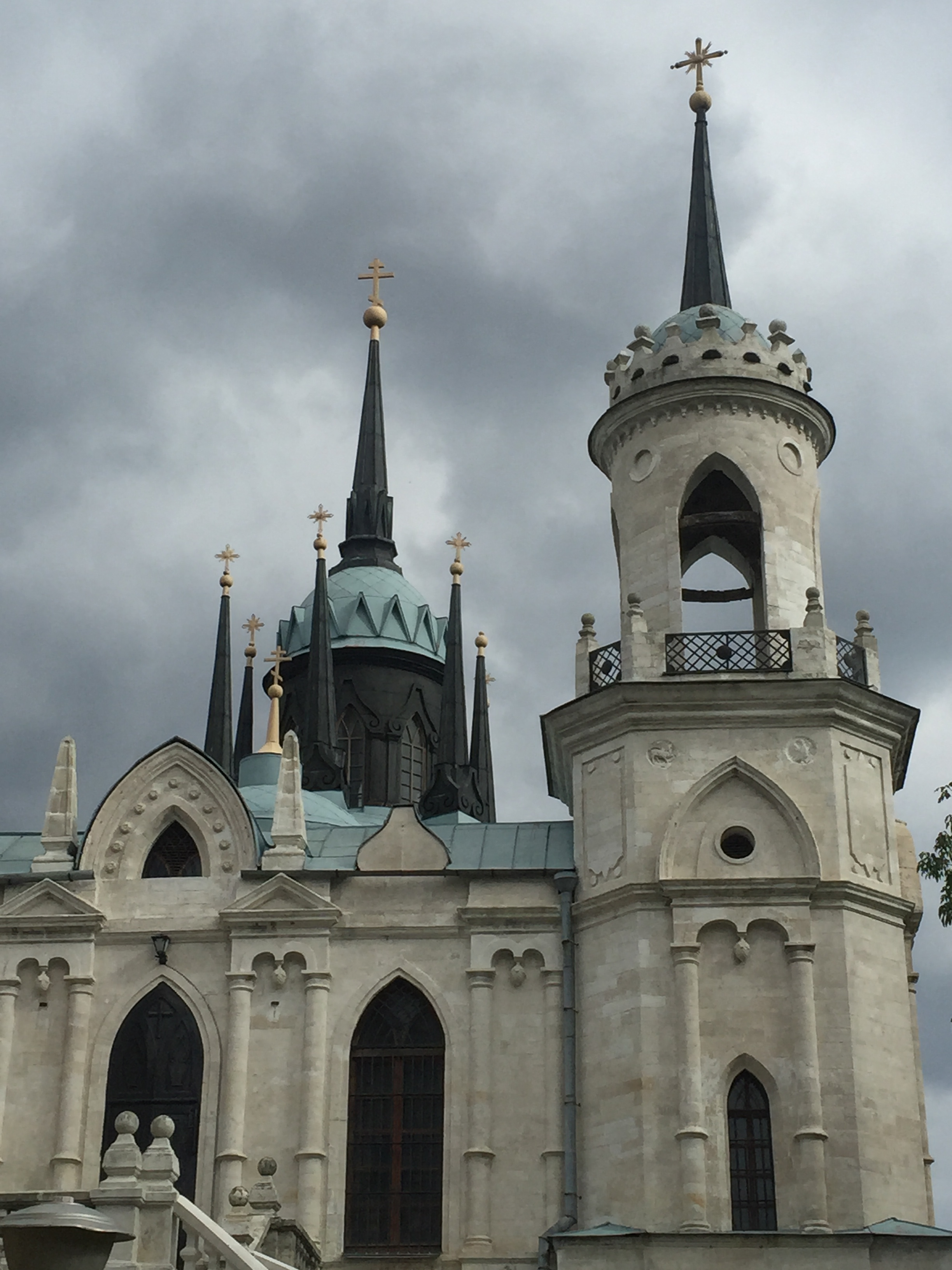
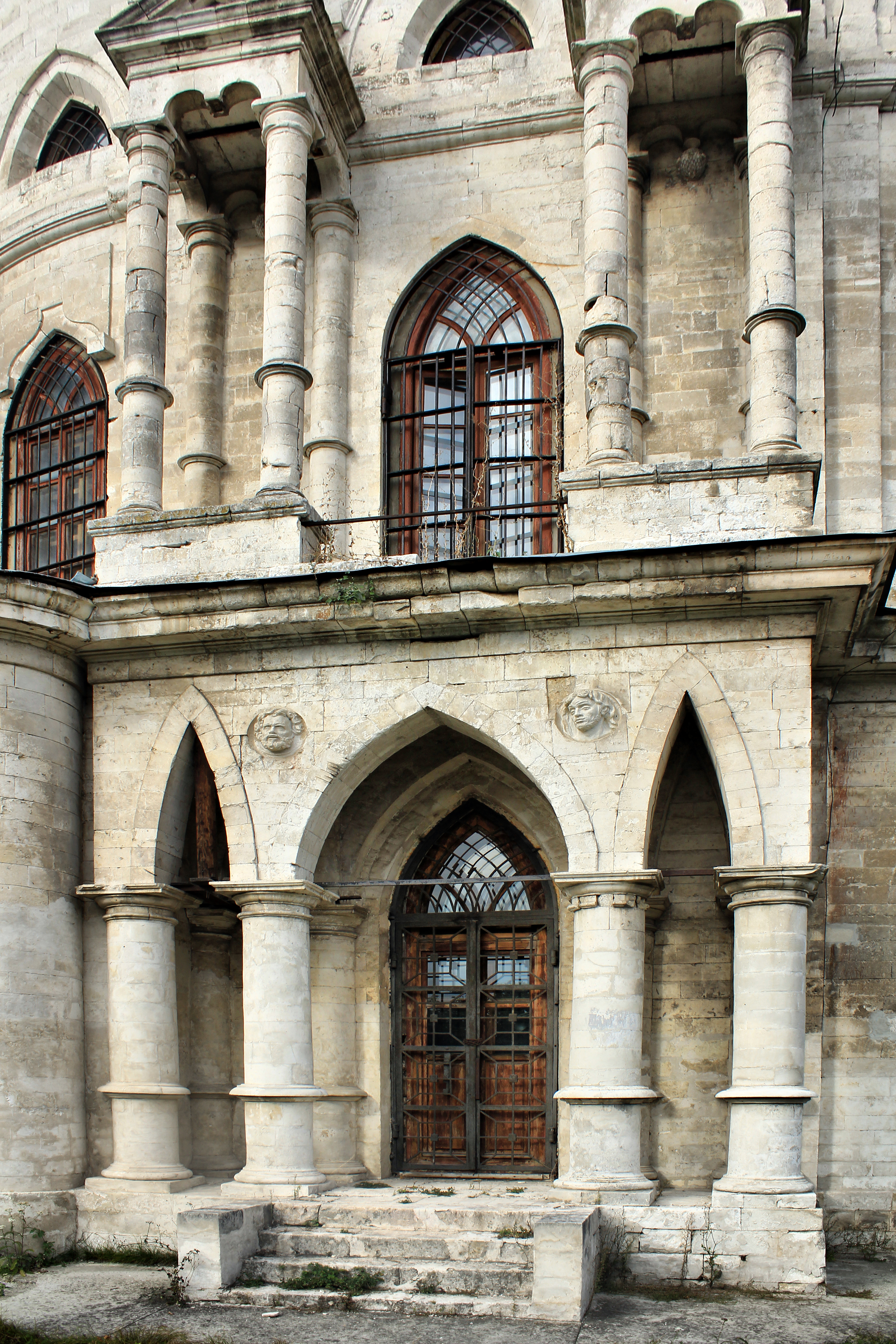
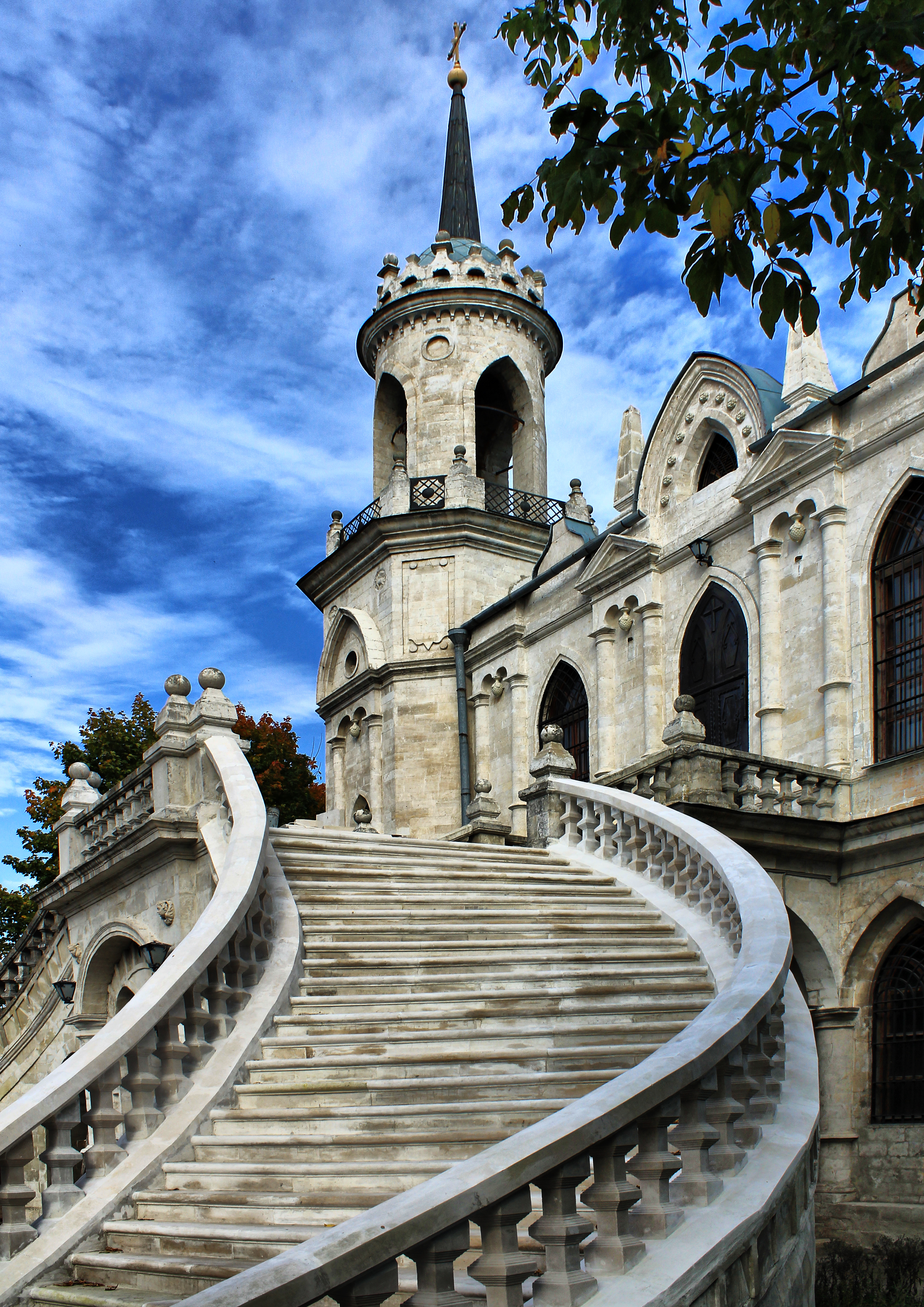
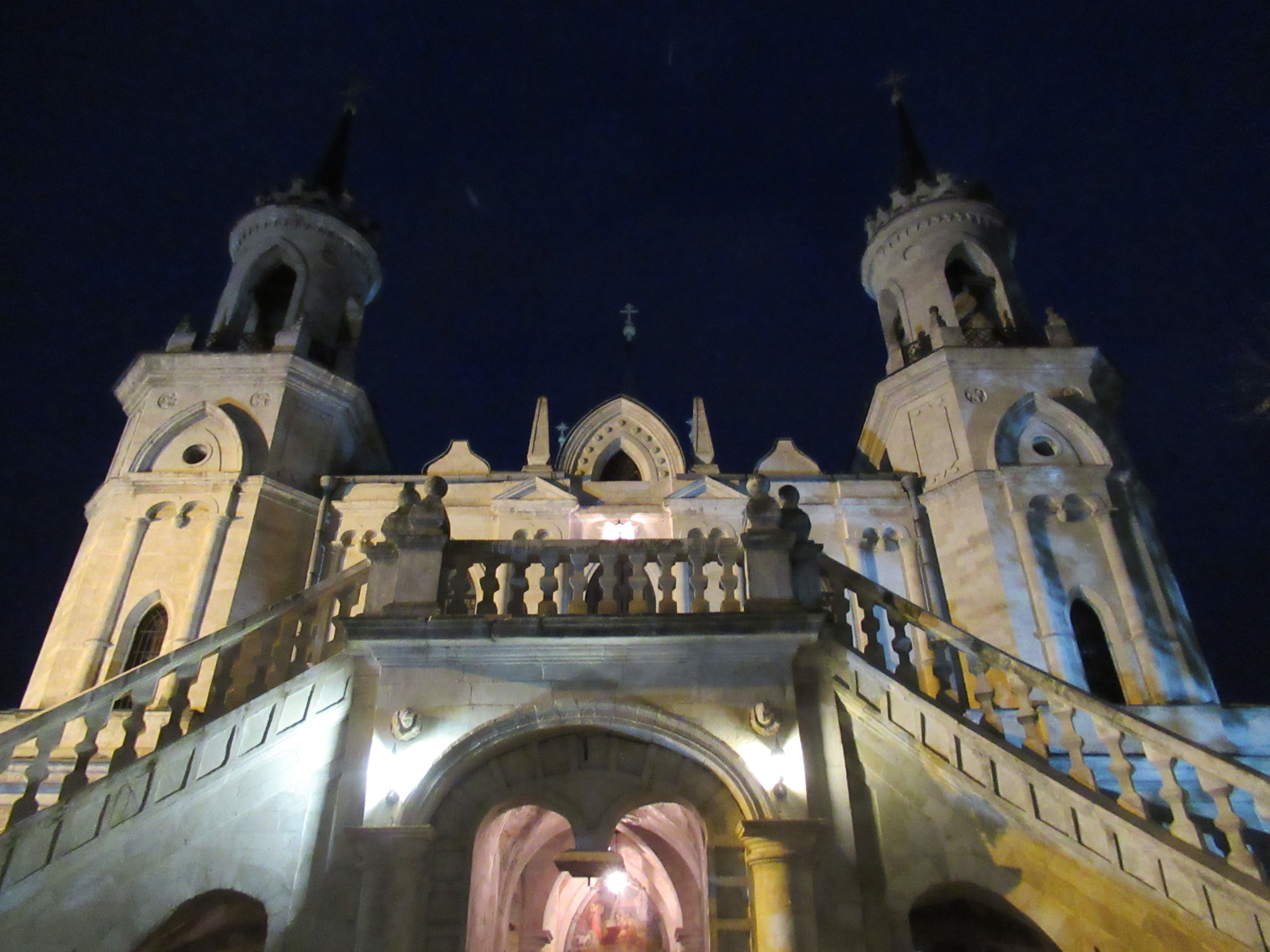

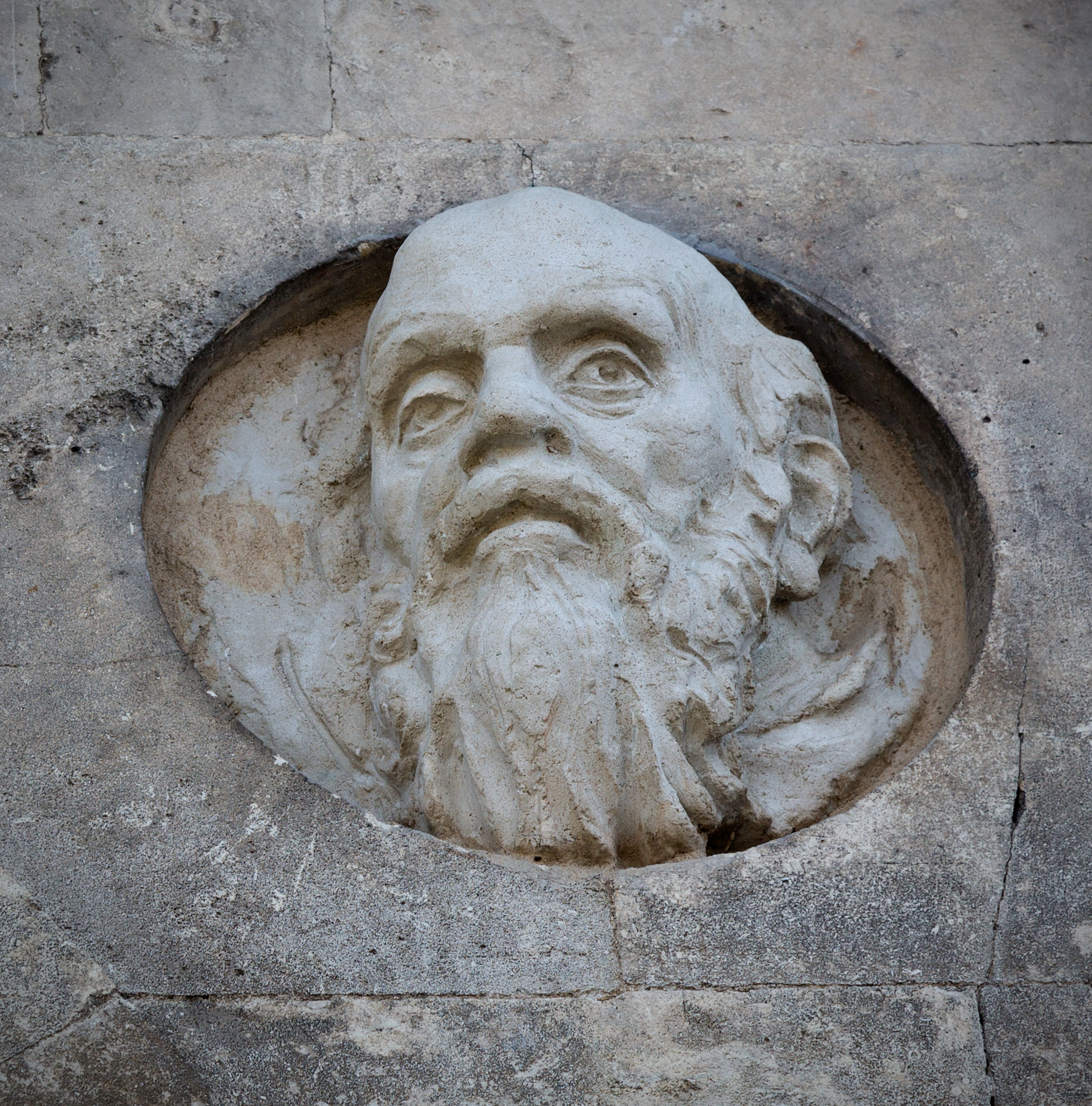
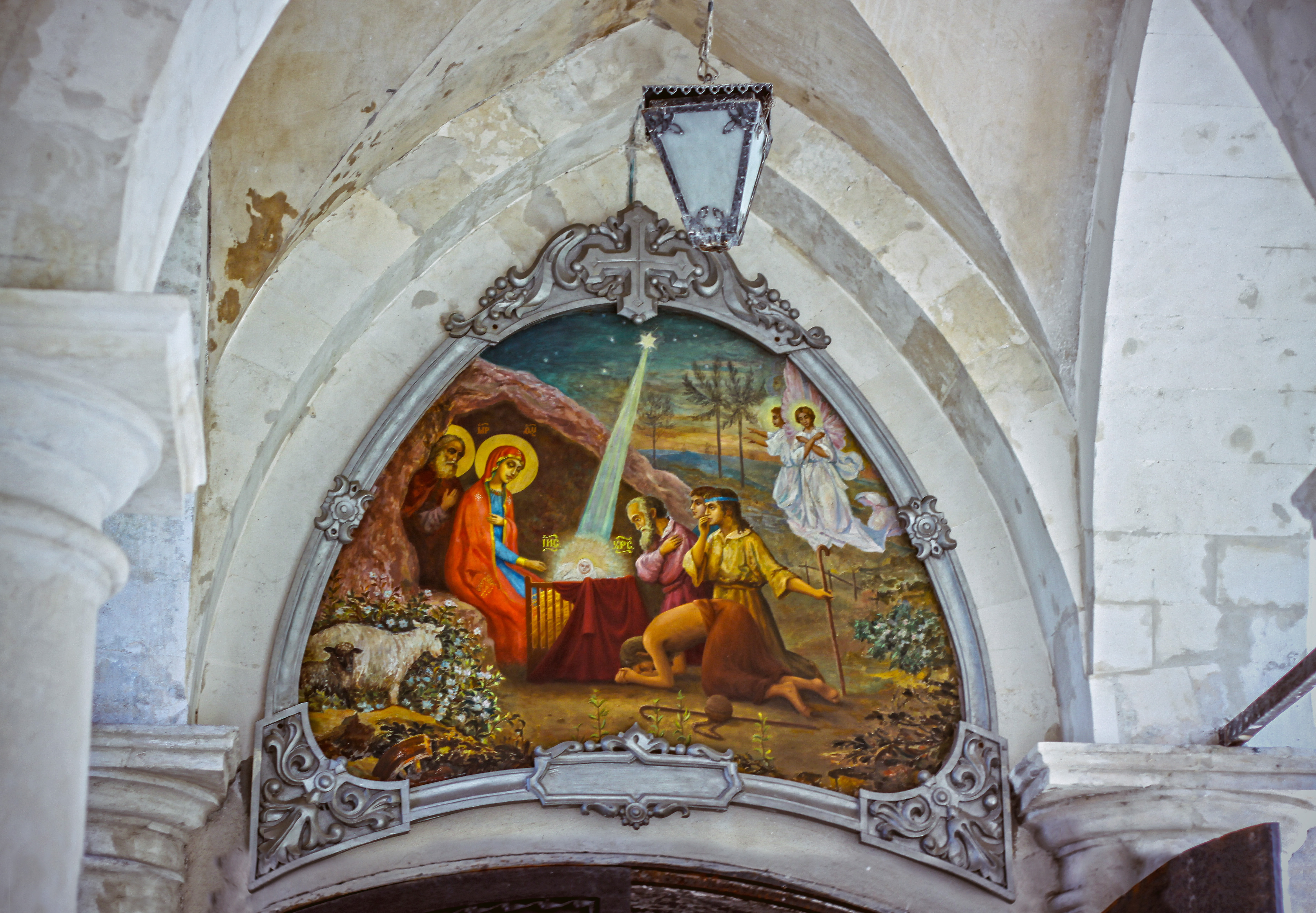
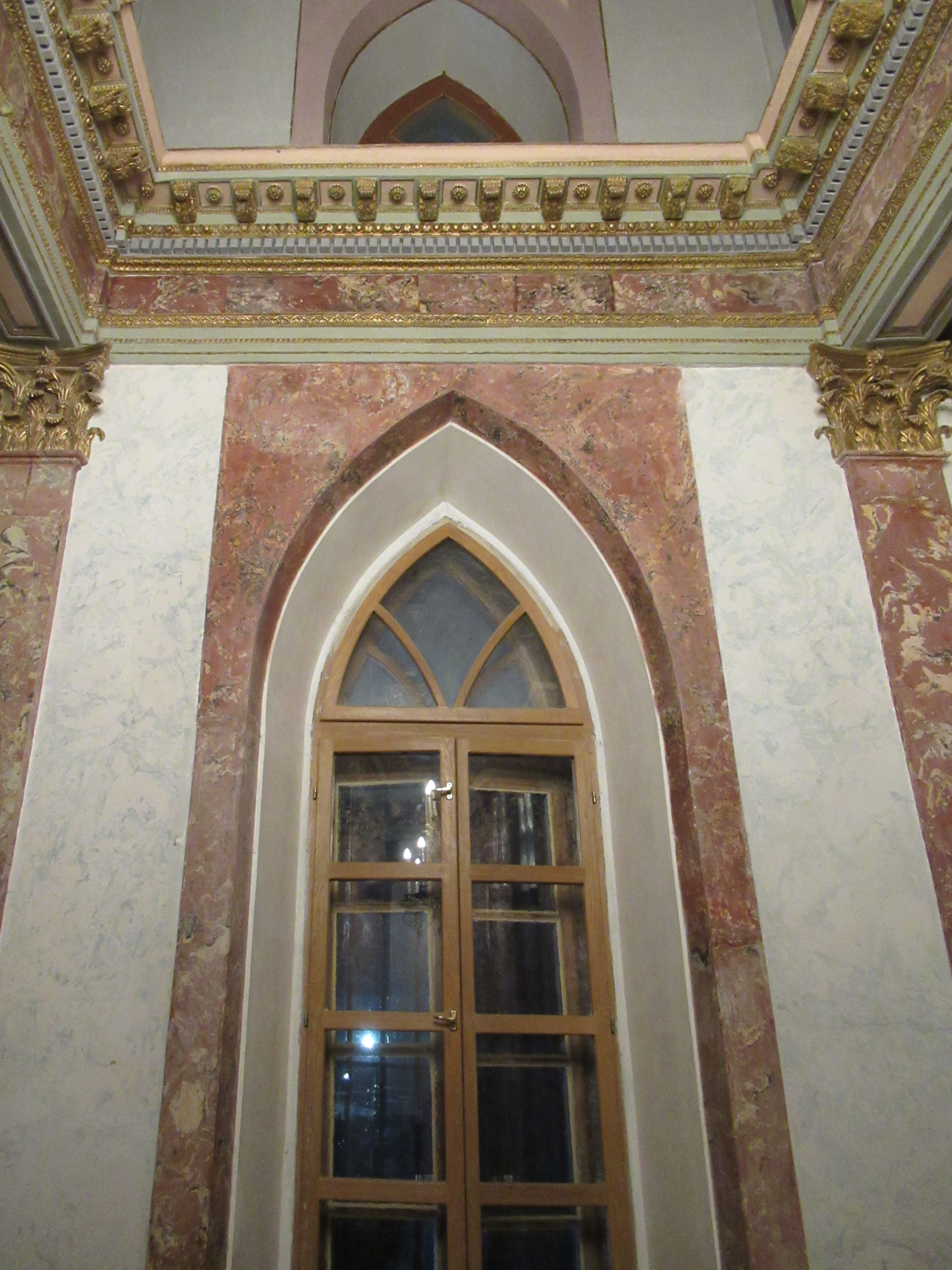
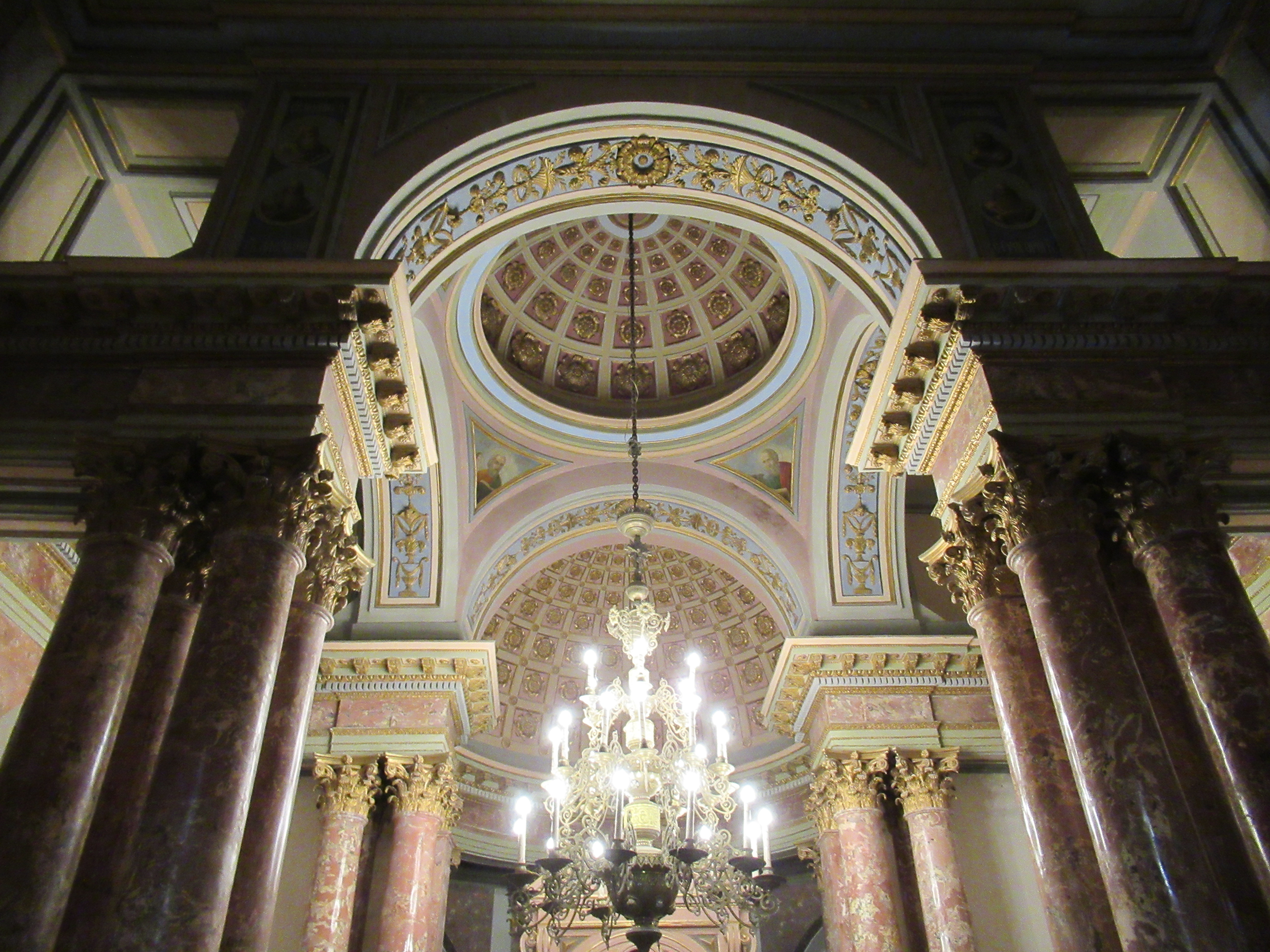
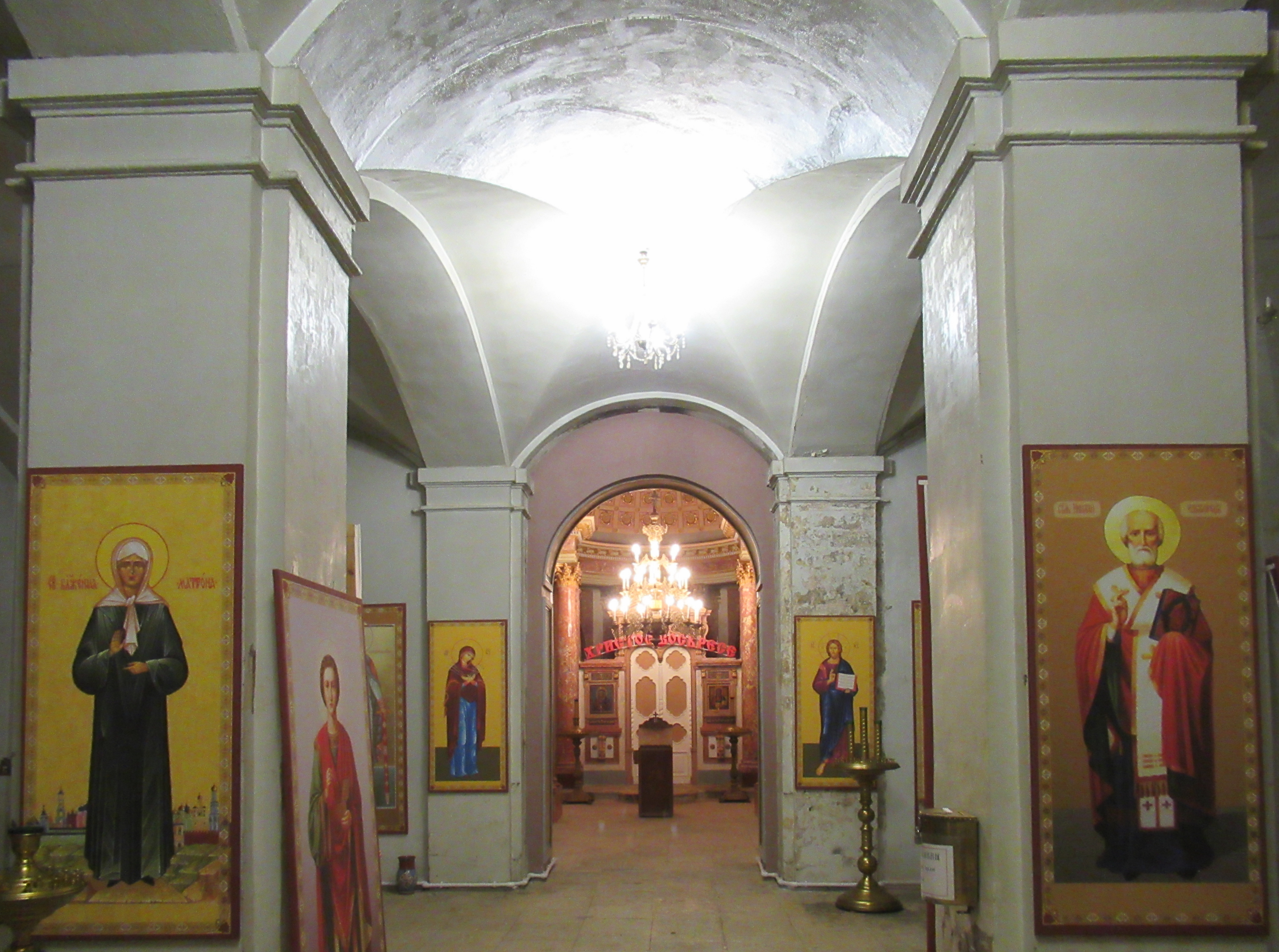